# Shoot'Em-Up Construction Kit
Shoot-'Em-Up Construction Kit (alias SEUCK ) est un système de création de jeux pour Commodore 64, Amiga et Atari ST créé par Sensible Software et publié par Outlaw (une sous-division de Palace Software) en 1987. Ce système permet de créer des jeux de tir simples.